# Волк и Лев
«Волк и Лев» (англ. The Wolf and the Lion) — пятый эпизод первого сезона фэнтезийного сериала канала HBO «Игра престолов». Премьера состоялась 15 мая 2011 года. Сценарий написали создатели шоу и исполнительные продюсеры Дэвид Бениофф и Д. Б. Уайсс, а режиссёром стал Брайан Кирк.

## Сюжет

### В Долине
Леди Кейтилин Старк (Мишель Фэйрли) ведёт свою свиту на восток через Лунные горы в Долину; Тирион Ланнистер (Питер Динклэйдж) — её пленник. Однако вскоре их атакует варварское племя. Во время боя Тирион спасает жизнь Кейтилин. Группа прибывает в Орлиное гнездо, где правит Лиза Аррен (Кейт Дики), вдова Джона Аррена и сестра Кейтилин. Но когда сестры встречаются впервые за пять лет, становится ясно, что Лиза психически неуравновешенна и боится могущества Ланнистеров. Кейтилин встречает своего племянника Робина Аррена (Лино Фасиоль), наследника Орлиного гнезда, восьмилетнего мальчика, которого Лиза до сих пор кормит грудью. Тириона помещают в «небесную клетку» — тюремную камеру без внешней стены и с наклонным полом, который обрывается над пропастью. Тем временем Лиза готовится судить Тириона как соучастника убийства её мужа.

### На Севере
В Винтерфелле Теон (Альфи Аллен) начинает ревновать к Тириону, когда его любимая проститутка Рос (Эсме Бьянко) дразнит его, говоря, что Тирион любовник получше и из богатой семьи. Бран (Айзек Хэмпстед-Райт) подавлен своим параличом и тем, что мать уехала, когда он был в коме. Чтобы подбодрить его, мейстер Лювин (Дональд Самптер) решает научить Брана дотракийскому искусству стрельбы из лука верхом.

### В Королевской Гавани
После того как Эддард Старк (Шон Бин) убеждает короля Роберта (Марк Эдди) не участвовать в турнире, толпа наблюдает за боем между грозным сиром Григором «Горой» Клиганом, братом «Пса», и сиром Лорасом Тиреллом, «Рыцарем цветов». Тирелл ловко побеждает Гору, выехав на течной кобыле, отвлекающей жеребца Клигана. В ярости Клиган обезглавливает своего коня и пытается убить Лораса. Сандор спасает Тирелла, сражаясь с братом, пока король не приказывает им прекратить. Благодарный за спасение Тирелл называет Пса героем.
Варис (Конлет Хилл) раскрывает Неду, что Джон Аррен убит ядом «Слёзы Лиса» за то, что задавал вопросы. Он также предполагает, что отравителем стал бывший сквайр лорда Аррена, недавно убитый сир Хью из Долины.
Арья (Мэйси Уильямс) гоняется за кошкой по Красному Замку (это часть обучения), но останавливается, услышав тайный разговор двух мужчин (Вариса и Иллирио), строящих заговор против трона. Арья пытается предупредить отца, но не может опознать заговорщиков и бормочет что-то нечленораздельное. Их прерывает Йорен (Фрэнсис Мэджи), который сообщает Неду, что его жена арестовала Тириона.
Один из шпионов Вариса приносит Малому Совету весть о беременности Дейенерис. Опасаясь возможного вторжения Таргариенов и дотракийцев, Роберт приказывает убить её и нерожденного ребёнка вместе с Визерисом. Нед отказывается исполнять бесчестный приказ, напоминая о деяниях Безумного короля. Когда Роберт настаивает на своём решении, Нед оставляет пост Десницы короля, к гневу Роберта. Когда Роберт пьёт, переживая из-за стычки с Недом, его навещает Серсея (Лина Хиди). Он объясняет, почему принимает угрозу дотракийцев всерьёз. Тем временем Ренли (Гетин Энтони), младший брат Роберта, проводит время со своим любовником, сиром Лорасом. Лорас убеждает Ренли, что он должен быть королём, так как будет править лучше, чем все его братья и племянники.
До отъезда Неда из столицы Мизинец предлагает отвезти его к последнему человеку, с которым разговаривал Джон Аррен перед смертью. Оказывается, что это проститутка Мэган (Антония Кристоферс), мать девочки, ещё одного незаконнорожденного ребёнка Роберта. Мизинец раскрывает, что Джон Аррен зачем-то искал бастардов Роберта. Когда Нед и его стража собираются уходить, они попадают в засаду Джейме Ланнистера (Николай Костер-Вальдау) и его людей, требующих ответа за арест Тириона. Нед берёт на себя ответственность за арест, что приводит к жестокой борьбе между его людьми и людьми Джейме. В итоге стражи Неда убиты, включая капитана Джори Касселя (Джейми Сивес), которого Джейме закалывает кинжалом в глаз. Нед сражается с Джейме, но не успевают они закончить поединок, как один из стражей Джейме вонзает Неду в ногу копьё. Джейме сильно ударяет стража, прервавшего бой, и решает оставить Неда в живых, но предупреждает, чтобы его брата вернули. Джейме уходит; Нед, истекая кровью в грязи, падает без чувств.

## Производство

### Сценарий
Сценарий эпизода написан создателями шоу и исполнительными продюсерами Дэвидом Бениоффом и Д. Б. Уайссом по книге Джорджа Р. Р. Мартина. Эпизод включает главы с 31 по 36 (Эддард VII, Тирион IV, Арья III, Эддард VIII, Кейтилин VI и Эддард IX).
В эпизоде продолжилась тенденция включать новые сцены для конкретизации персонажей, которые в книге видны лишь поверхностно с точки зрения персонажей-повествователей. Среди таких сцен — диалектическое противостояние Мизинца и Вариса, разговор короля Роберта с королевой Серсеей и молодые любовники Ренли и Лорас. Сценаристы воспользовались возможностью показать постоянные любовные свидания Лораса и Ренли, на которые в книгах лишь намекалось.

### Кастинг
Финн Джонс впервые появляется в роли сира Лораса Тирелла, известного как «Рыцарь Цветов». Он прослушивался на одном из первых объявленных кастингах, подтверждённых Джорджем Р. Р. Мартином в июне 2010 года после того, как ещё до подписания контракта произошла утечка информации. Актёр изначально рассматривался на роль Джона Сноу, когда снимали пилотный эпизод.
Шотландской актрисе Кейт Дики досталась роль леди Орлиного гнезда Лизы Аррен, которая также впервые появляется в этом эпизоде. Хотя внешность Дики не соответствует описанию Лизы в книге, Мартин заявил, что её игра на пробах была отличной. Роль её сына (переименованного в Робина, чтобы избежать путаницы с королём Робертом) отошла к Лино Фасиолю, а рыцаря Долины сира Вардиса Эгена сыграл Брендан Маккормак.
Модель нижнего белья Эмили Дайамонд исполняет роль проститутки, которая дразнит Джори Касселя во время похода в бордель. Дайамонд изначально наняли в качестве дублёра одной из главных актрис, но она настолько понравилась продюсерам, что ей решили дать роль. Также в камео-роль пажа в Королевской Гавани появляется Роберт Стерн из команды по кастингу.

### Места съёмок
Интерьерные съёмки сделаны на студии The Paint Hall. Завершение Турнира Десницы, начавшегося в предыдущем эпизоде, продолжили снимать в замке Шейна. В Мальте сделано множество натурных съёмок Королевской Гавани: подземелья Красного Замка, где заблудилась Арья во время погони за котом, — это подземелья форта Сант-Анджело в мальтийском городе Биргу.
Для CGI изображений Долины Аррен (общий план Орлиного гнезда, вид из небесной клетки) команда визуальных эффектов использовала изображения и структуру греческих скал Метеоры.

### Хореография
По мере продвижения сериала от экспозиции к действию возрастает количество боевых сцен; множество таких сцен в «Волке и Льве» требовало хореографии. Координатор по битвам Бастер Ривз разработал все движения, а затем научил актёров делать их и создавать ощущение настоящей агрессии. Ривз назвал нападение Горного племени одной из самых сложных сцен, поскольку в кадре находилось много сражающихся, которые должны были быть оригинальны и увлекательны; он также отметил, что актёрам, должно быть, было не по себе, когда среди них бегали 20 статистов с топорами и мечами.

### Посвящение
Эпизод посвящён «памяти Кэролайн Лоис Бенуа», 26-летней дрессировщице, которая работала на съёмках в течение шести месяцев, главным образом тренируя собак, занятых в качестве лютоволков. Она заболела у себя дома 18 декабря 2010 года, через несколько дней после окончания съёмок, и умерла 29 декабря от свиного гриппа.

## Реакция

### Рейтинги
Аудитория эпизода возросла до 2.58 миллионов зрителей во время первого показа, продолжая тенденцию роста прошлой недели. Считая повтор, число зрителей составило 3.3 миллиона.

### Реакция критиков
«Волк и Лев» получил весьма положительный приём у критиков, и многие сочли его лучшим эпизодом на данный момент. Морин Райан из AOL TV дала эпизоду 90 баллов из 100, отметив исключительную работу актёров и отличный сценарий. Тодд Вандерверфф и Дэвид Симс, оба из A.V. Club, оценили эпизод на «A».

### Награды
Эпизод получил номинацию на премию «Эмми» за лучшее исполнение трюков.